# Mesorhaga saetosa
Mesorhaga saetosa är en tvåvingeart som beskrevs av Stefan Naglis 2000. Mesorhaga saetosa ingår i släktet Mesorhaga och familjen styltflugor. Inga underarter finns listade i Catalogue of Life.